# Westermannia coelisigna
Westermannia coelisigna är en fjärilsart som beskrevs av George Francis Hampson 1895. Westermannia coelisigna ingår i släktet Westermannia och familjen trågspinnare. Inga underarter finns listade i Catalogue of Life.